# Atherigona bengalensis
Atherigona bengalensis este o specie de muște din genul Atherigona, familia Muscidae, descrisă de Preeti Srivastava în anul 1985. Conform Catalogue of Life specia Atherigona bengalensis nu are subspecii cunoscute.